# Portus Ganda

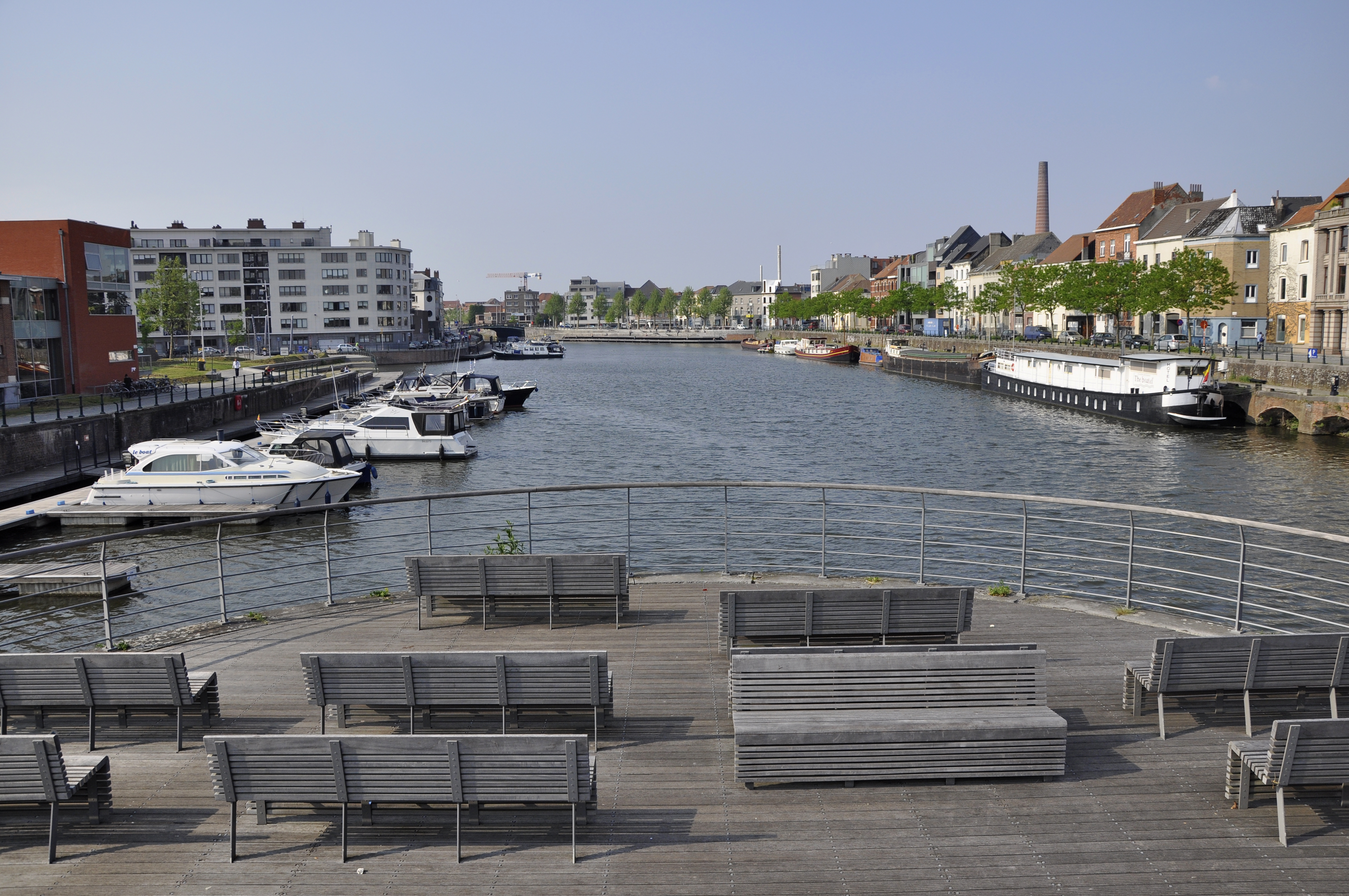
Portus Ganda gezien vanaf de Slachthuisbrug

Portus Ganda is de site rond de stedelijke jachthaven (een passantenhaven) in het centrum van de stad Gent in België.

## Naam
Portus is Latijn voor haven. Ganda is Latijn voor Gent.
De naam Gent zou afkomstig zijn van de Keltische waternaam Gond, verbasterd naar het Germaanse Gand, waarvan het Latijnse Ganda is afgeleid.
De aanduiding Portus Ganda is evenwel geen historische benaming voor deze plek. In de aangrenzende Machariuswijk stond vroeger weliswaar de Sint-Baafsabdij, die aanvankelijk Ganda werd genoemd. De portus aan de Reep ontstond ongeveer 500m verder stroomopwaarts langs de Schelde. 

## Ligging
De Portus Ganda haven ligt op de plaats waar de Leie in de Schelde vloeit, in de brede kom tussen de Sint-Jorisbrug, de Van Eyck- en de Gandabrug, meer specifiek aan de Veermankaai, de Nieuwbrugkaai, de Voorhoutkaai en de Rode Torenkaai en bevat een 100-tal aanmeerplaatsen.

## Geschiedenis
In 1960 werd de Nederschelde (= de Reep) gedempt, waardoor de samenvloeiing van de Leie en de Nederschelde werd onderbroken.
Omstreeks de eeuwwisseling werd een project gestart, gesponsord door de Europese Unie en het Europees Fonds voor Regionale Ontwikkeling, Interreg IIIb NWE “Water in Historic City Centres”,  de stad Gent, de Provincie Oost-Vlaanderen en Toerisme Vlaanderen waarin de bouw van een nieuwe passantenhaven “Portus Ganda” en het opnieuw openleggen van de “Reep” werden voorzien. 
In 2000 werden de werken aanbesteed voor de bouw van de nieuwe haven.
In 2002 werden de nodige baggerwerken uitgevoerd om de haven de juiste diepte te geven.
Op vrijdag 29 en zaterdag 30 april 2005 werd de haven officieel geopend.
In 2012 werd de bouw van de Scaldissluis afgewerkt, een eerste stap in afwachting van een volledige heropening van de Reep.
Op 24 september 2018 was de heropening van de Reep een feit, daardoor vloeien de Leie en de Nederschelde opnieuw samen. De officiële heropening vond plaats op 3 november 2018.

## Varia
Naast de Portus Ganda bestaat in Gent ook de site Portus aan de Reep, wat soms tot verwarring kan leiden.

## Foto's

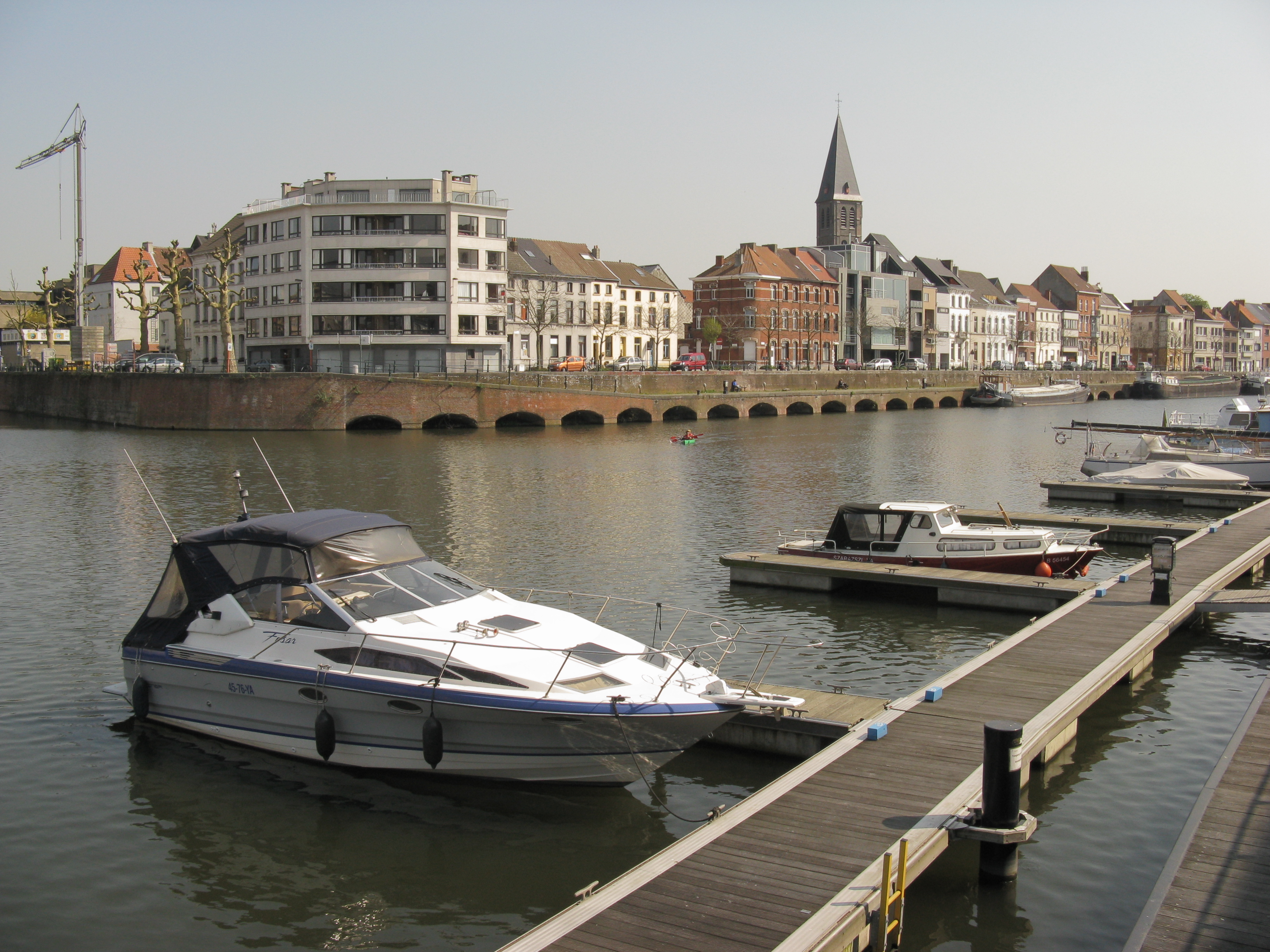
Portus Ganda: Nieuwburgkaai
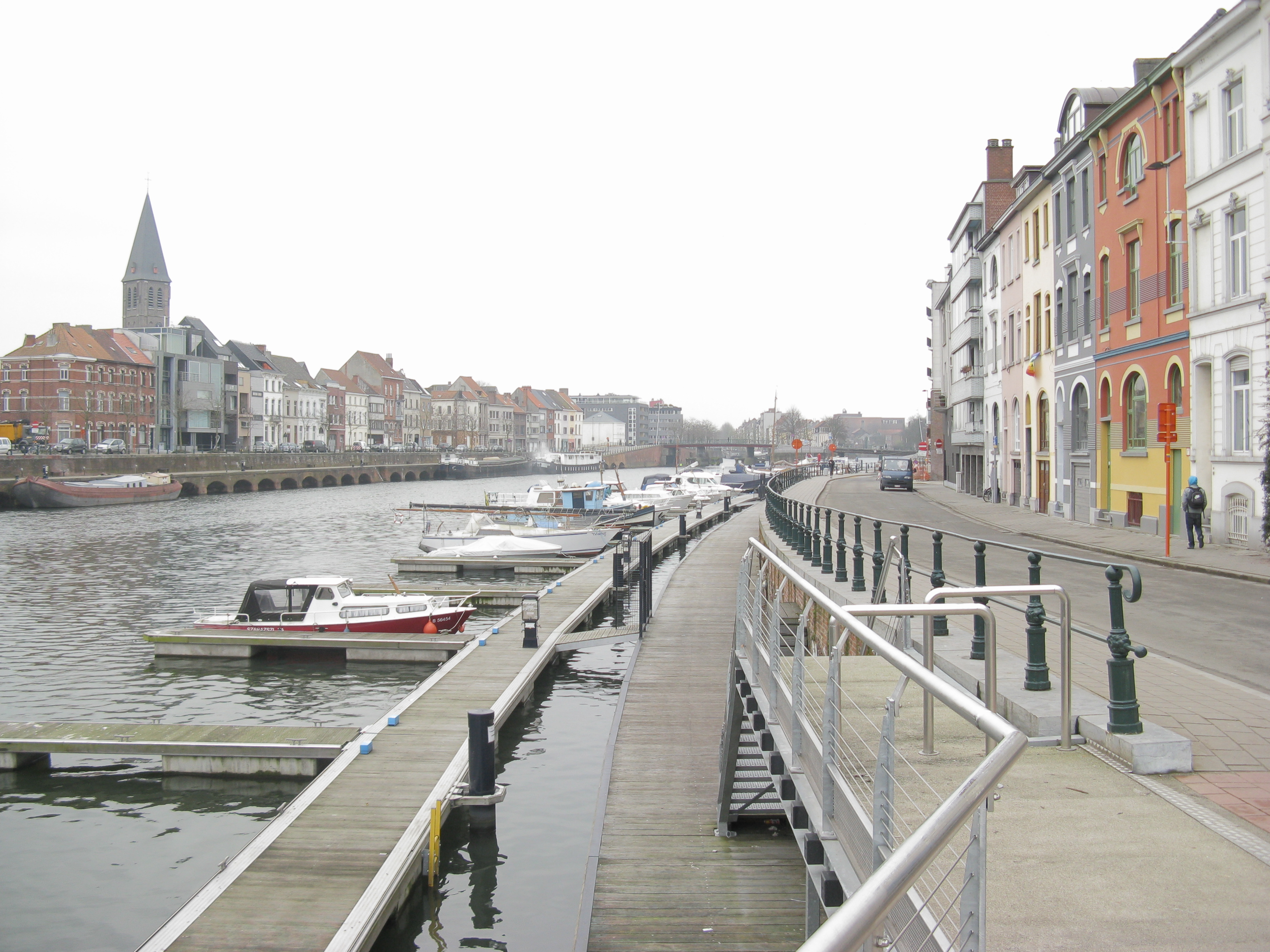
Portus Ganda: Nieuwburgkaai
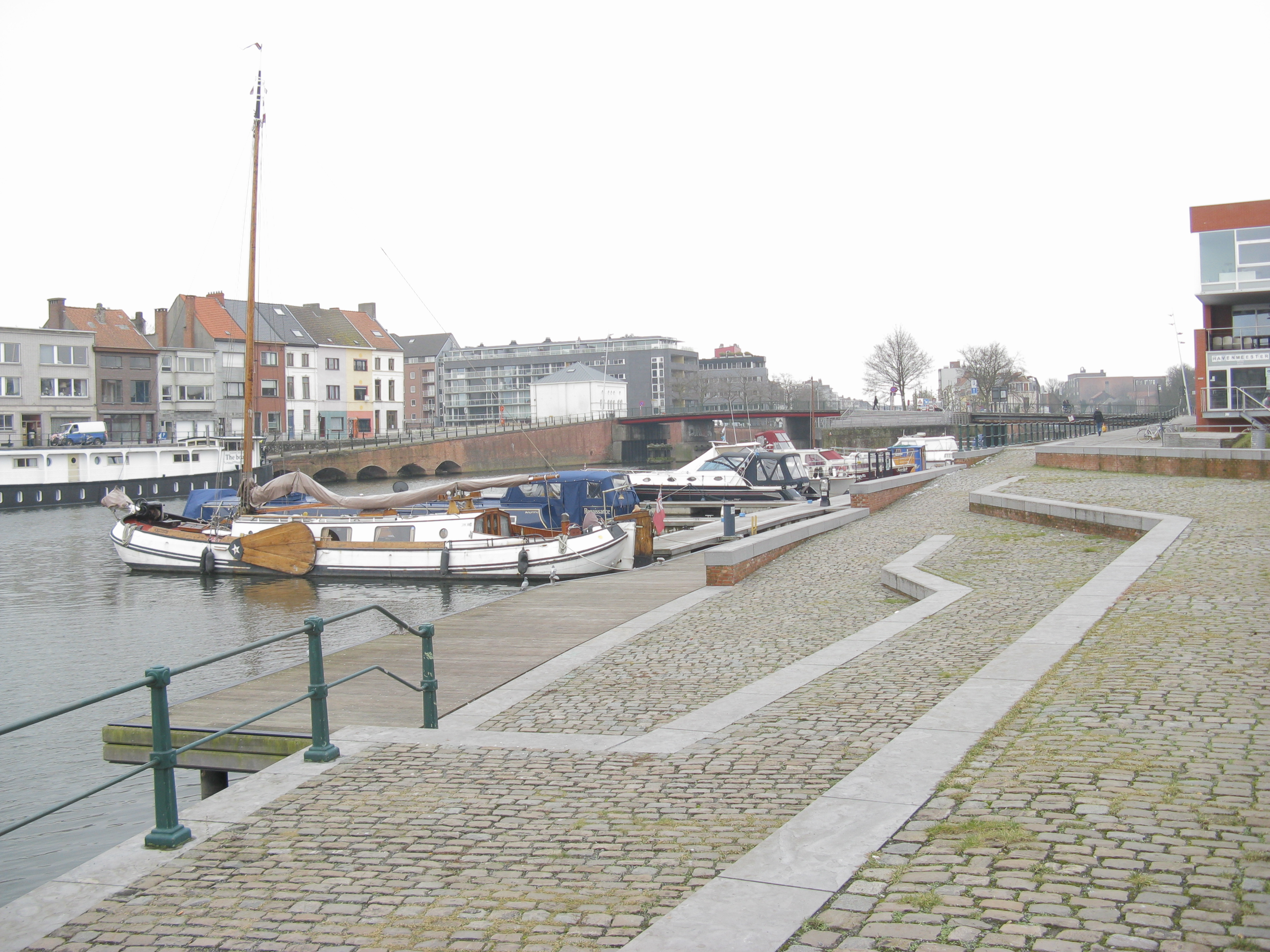
Portus Ganda: Veermankaai
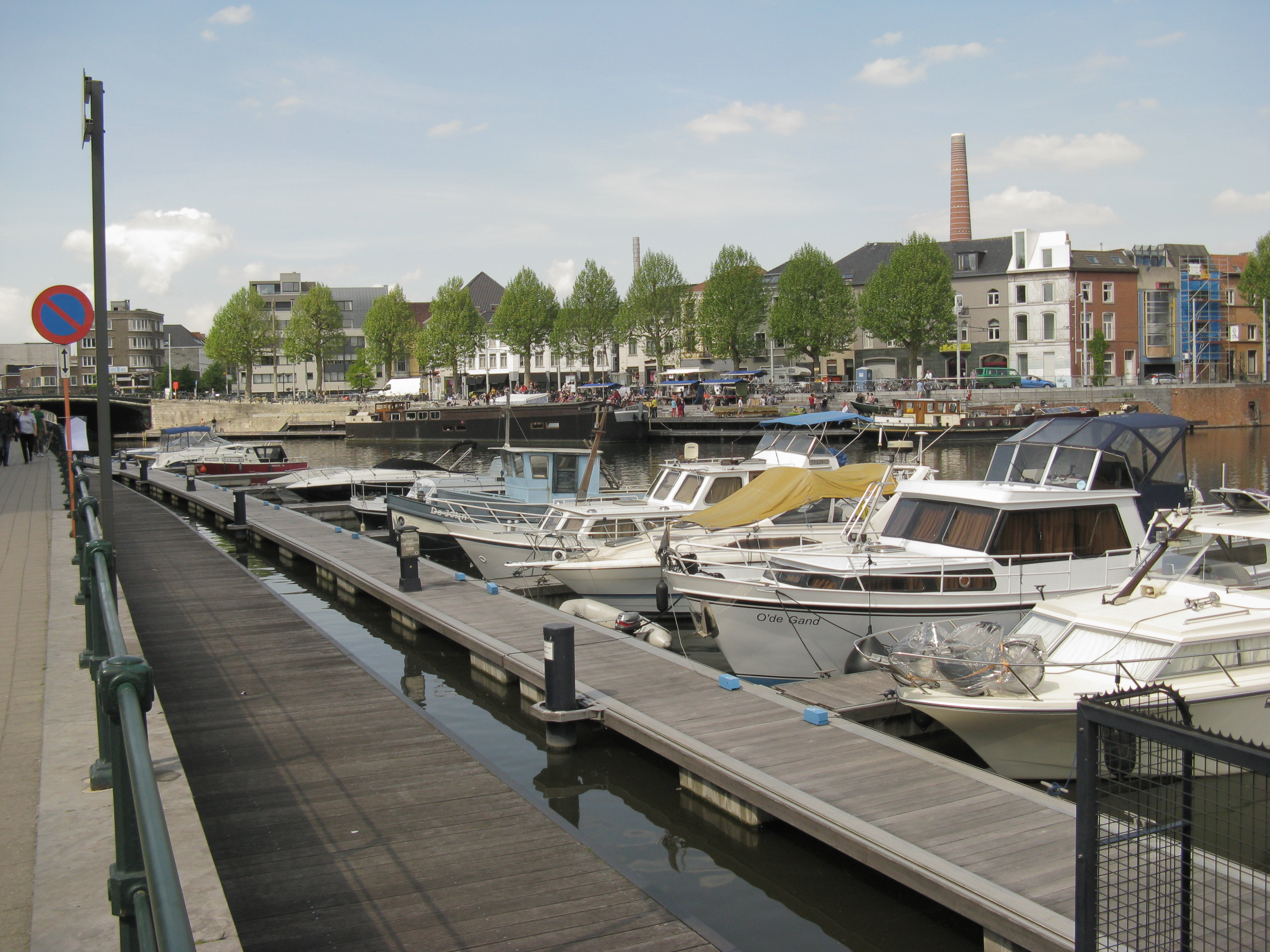
Portus Ganda: Veermankaai